# Temporada de furacões no oceano Atlântico de 1935
A temporada de furacões no oceano Atlântico de 1935 incluiu o furacão do Dia do Trabalho, o ciclone tropical mais intenso que já atingiu os Estados Unidos ou qualquer massa de terra na bacia do Atlântico. A temporada vai de 1 de junho a 15 de novembro, 1935. Desenvolveram-se dez ciclones tropicais, oito dos quais se intensificaram em tempestades tropicais. Cinco das tempestades tropicais transformaram-se em furacões, enquanto três delas atingiram a intensidade de furacão maior. A temporada foi quase normal para atividade e apresentou cinco sistemas notáveis. A segunda tempestade da temporada afundou muitos navios e embarcações na costa de Newfoundland, causando 50 fatalidades. No início de setembro, o furacão do Dia do Trabalho atingiu a Flórida duas vezes - a primeira vez como uma furacão categoria 5 - resultando em cerca de 490 mortes e $ 100 milhões (1935 USD ) em danos ao longo de seu caminho. [nb 2]
No final de setembro, o furacão de Cuba atingiu o país como uma categoria 3 e mais tarde as Bahamas como uma categoria 4. O furacão causou 52 fatalidades e cerca de US $ 14,5 milhões em danos. O furacão Jérémie causou impactos significativos em Cuba, Haiti, Honduras e Jamaica no mês de outubro. No geral, a tempestade foi atribuída a cerca de 2.150 mortes e $ 16 milhões em danos, com mais de 2.000 fatalidades apenas no Haiti. O furacão Yankee atingiu as Bahamas e a Flórida no início de novembro. O sistema resultou em 19 mortes, enquanto os danos totalizaram cerca de US $ 5,5 milhão. Coletivamente, os ciclones tropicais da temporada de furacões no oceano Atlântico de 1935 causaram cerca de US $ 126 milhões em danos e 2.761 fatalidades.

A atividade da temporada foi refletida com uma classificação de energia ciclônica acumulada (ACE) de 106 unidades, classificando-o como um ano quase normal. ACE é, em termos gerais, uma medida da força do furacão multiplicada pela duração de sua existência, portanto, tempestades que duram muito tempo, assim como furacões particularmente fortes, têm alto ACE. É calculado apenas para alertas completos em sistemas tropicais ou subtropicais em ou superior a 63 km/h (39 mph), que é o limite da força da tempestade tropical.

## Sistemas

### Tempestade tropical Um
Mapas meteorológicos históricos e dados de navios indicam que uma área de baixa pressão se desenvolveu em uma depressão tropical de cerca de 169 km (105 mi) ao sul de Punta Cana, República Dominicana, às 00:00 UTC em 15 de maio. A depressão moveu-se para o norte-noroeste e atingiu a costa de Santo Domingo Este, na República Dominicana, por volta de 12 horas mais tarde. Depois de emergir no Oceano Atlântico perto das Ilhas Turks e Caicos, o ciclone intensificou-se e tornou-se uma tempestade tropical por volta das 12:00 UTC em 16 de maio A tempestade então começou a fazer uma curva para o nordeste e acelerar. Em 18 de maio, o navio holandês Magdala observou ventos sustentados de 97 km/h (60 mph) e uma pressão barométrica de 1,003 mbar (29.6 inHg), marcando o pico de intensidade da tempestade. O sistema foi absorvido por um limite frontal às 00:00 UTC em 19 de maio, cerca de 1,380 km (860 mi) leste-sudeste das Bermudas.

### Furacão Dois
Dados de navios e ilhas de Barlavento próximas indicam que uma depressão tropical se formou aproximadamente 443 km (275 mi) sudeste de Barbados por volta das 06:00 UTC em 16 de agosto . A depressão seguiu na direção norte-noroeste e se intensificou em uma tempestade tropical por volta das 00:00 UTC em 18 de agosto, enquanto está situado entre as ilhas de Antígua e Barbuda. Continuando na direção norte-noroeste, o ciclone se intensificou em um furacão, enquanto ao norte das Pequenas Antilhas às 00:00 UTC em 19 de agosto. Curvando de oeste para noroeste, a tempestade gradualmente se intensificou em um furacão de categoria 2 no dia seguinte. Em 20 de agosto, o sistema começou a se curvar para o norte e, mais tarde, para o norte-nordeste. O ciclone atingiu o pico com ventos de 210 km/h (130 mph) em 22 de agosto, mas enfraquecido para uma categoria mínima 3 furacões com ventos de 185 km/h (115 mph) no momento em que passou a oeste das Bermudas mais tarde naquele dia. Em 24 de agosto, a tempestade enfraqueceu para uma furacão categoria 2 e começou a virar mais para o norte. Continuando a curva para noroeste em 25 de agosto, o sistema continuou a enfraquecer para uma furacão categoria 1, mais tarde atingindo a Terra Nova como um ciclone extratropical em 26 de agosto A tempestade se dissipou mais tarde naquele dia.

Escrito como o "pior vendaval de Newfoundland em 36 anos, " os resquícios do furacão atingiram a ilha com ventos devastadores. Charlottetown na Ilha do Príncipe Eduardo recebeu 140 mm (5.6 in) de chuva durante um período de três dias. Em St. John's, Newfoundland, rajadas de vento atingiram em média 83 km/h (52 mph) e causou extensos danos materiais. As perdas totais foram estimadas em milhares de dólares. As linhas de comunicação em toda a ilha foram cortadas, embora os maiores efeitos tenham sido sentidos no mar. Ventos fortes e mar agitado destruíram várias escunas na costa de Newfoundland, reivindicando cerca de 50 vidas. Todos os navios que zarparam um dia após a tempestade foram danificados. Seis pessoas morreram afogadas quando Walter afundou perto de Trepassey. O SS Argyle foi enviado em busca e resgate para três outras embarcações; no entanto, após a descoberta dos navios, eles não relataram nenhum sinal de vida e acredita-se que sua tripulação tenha sido levada ao mar. Nos dias que se seguiram à tempestade, naufrágios de escunas, como a Carrie Evelyn, chegaram à costa.

### Furacão Três
Uma área de mau tempo evoluiu para uma depressão tropical por volta das 06:00 UTC em 29 de agosto enquanto situado a cerca de 320 km (200 mi) nordeste das Ilhas Turks e Caicos. A depressão inicialmente fortaleceu-se lentamente enquanto se movia para oeste-noroeste e depois para oeste, atingindo a intensidade da tempestade tropical no início de 31 de agosto. No final daquele dia e no dia seguinte, o sistema passou pelas Bahamas e atingiu a intensidade do furacão por volta das 12:00 UTC em 1 de setembro. Depois de passar perto da extremidade sul da Ilha de Andros, a tempestade se intensificou rapidamente enquanto se movia pelo Estreito da Flórida, alcançando o status de grande furacão às 06:00. UTC no dia seguinte. Aproximadamente às 00:00 UTC em 3 de setembro, o ciclone se intensificou em uma furacão categoria 5, com ventos chegando a 298 km/h (185 mph). Naquela época, uma estação meteorológica em Craig Key, Flórida, observou uma pressão barométrica de 892 mbar (26.3 inHg)  , o mais baixo em relação à tempestade. Cerca de duas horas depois, o furacão atingiu Long Key com a mesma intensidade. A tempestade atingiu o continente final na costa escassamente povoada de Apalachee perto de Cedar Key em 4 de setembro como uma furacão categoria 2. Virando para o nordeste, o sistema enfraqueceu para uma tempestade tropical sobre a Geórgia em 5 de setembro, mas voltou a se intensificar em um furacão em 6 de setembro logo após emergir no Atlântico ao largo da costa da Virgínia. A tempestade mudou para um ciclone extratropical mais tarde naquele dia, mas persistiu até ser absorvida por outro ciclone extratropical na costa sul da Groenlândia em 10 de setembro.

Nas Bahamas, a imprensa afirmou que nenhum dano ocorreu, embora um relatório indique que a tempestade causou alguns danos no extremo sul da Ilha de Andros. Com pressão mínima de 892 mbar (26.3 inHg) após a chegada em Florida Keys, o furacão se tornou o ciclone tropical mais intenso que já atingiu os Estados Unidos ou qualquer massa de terra na bacia do Atlântico. A tempestade permaneceu como o ciclone tropical mais intenso na bacia do Atlântico até o furacão Gilbert em 1988 e depois o furacão Wilma em 2005. O furacão do Dia do Trabalho também continua sendo uma das apenas quatro tempestades a atingir os Estados Unidos na categoria 5 intensidade, os outros sendo Camille em 1969, Andrew em 1992 e Michael em 2018. O relatório da Florida Climatological Data observa que as ilhas nas proximidades do local da tempestade "sem dúvida" experimentaram ventos sustentados entre 150 and 200 mph (240 and 320 km/h) e com rajadas "provavelmente superiores a" 200 mph (320 km/h). Além disso, as marés atingiram cerca de 30 ft (9.1 m) acima do nível médio da água, enquanto uma tempestade de 18 to 20 ft (5.5 to 6.1 m) atacou as Chaves Superiores. Um trem que pretendia evacuar as pessoas para um local seguro chegou tarde demais, com a tempestade impedindo o trem de passar por Islamorada e, em vez disso, lavando-o dos trilhos, exceto para a locomotiva e o bote. O furacão causou a destruição quase total de todos os edifícios, pontes, estradas e viadutos entre Tavernier e Key Vaca, incluindo partes da Ferrovia da Costa Leste da Flórida em Upper Keys. Também foram fortemente afetados três campos da Federal Emergency Relief Administration para veteranos da Primeira Guerra Mundial. Em março 1, 1936, os funcionários confirmaram 485 mortes em Florida Keys, com 257 veteranos e 228 civis mortos. Ao longo da costa do golfo da Flórida, o furacão afetou Cedar Key de forma particularmente severa. Quase todos os telhados sofreram pelo menos danos menores, muitos dos quais foram arrancados, enquanto os ventos também derrubaram muitas árvores e linhas de energia. O ciclone também danificou gravemente docas e embarcações de pesca. Três mortes ocorreram na cidade. Chuvas e ventos danificaram algumas plantações e propriedades na Geórgia e nas Carolinas. Na Virgínia, um tornado em Norfolk causou cerca de US $ 22.000 em danos à propriedade, enquanto um segundo próximo a Farmville resultou em cerca de US $ 55.000 em danos e duas mortes. Além disso, as inundações ao longo dos rios James causaram danos em torno de US $ 1,65 milhão. No geral, o furacão causou aproximadamente US $ 100 milhões em danos.

### Tempestade tropical Quatro
Uma depressão tropical se formou no noroeste do Caribe em 30 de agosto O sistema moveu-se para o oeste e logo atingiu a península de Yucatán, perto de Playa del Carmen. Depois de emergir na Baía de Campeche no dia seguinte, o ciclone se intensificou em uma tempestade tropical. No início de 1 de setembro, o sistema atingiu o pico com ventos sustentados de 97 km/h (60 mph). Por volta das 18:00 No UTC daquele dia, a tempestade atingiu o estado mexicano de Veracruz, a sudeste da cidade de Veracruz. Depois de se mover para o interior, a tempestade rapidamente enfraqueceu para uma depressão tropical no início de 2 de setembro, antes de se dissipar várias horas depois. Autoridades fecharam o porto de Veracruz. Uma estação meteorológica na cidade de Veracruz registou ventos sustentados de até 67 mph (108 km/h). As fortes chuvas geradas pelo sistema destruíram os trilhos dos trens, atrasando o tráfego ferroviário.

### Furacão Cinco
A origem deste furacão é incerta, embora se acredite que ele se uniu em uma depressão tropical sobre o Mar do Caribe central em setembro. 23. A perturbação se organizou gradualmente à medida que se movia para o oeste, e se intensificou para a intensidade da tempestade tropical menos de um dia após a formação e se tornou um furacão em setembro. 25 O ciclone subsequentemente curvou-se para o norte a partir de seu movimento inicial para oeste. Em 27 de setembro, a tempestade atingiu a intensidade de um furacão antes de atingir a costa perto de Cienfuegos, Cuba, como uma furacão categoria 3 no dia seguinte. Depois de passar pela ilha, o sistema foi reintensificado e atingiu o pico com uma pressão barométrica mínima abaixo de 945 mbar (hPa; 27,91 inHg)  e ventos sustentados máximos de 230 km/h (140 mph), tornando-se uma categoria 4 furac ão. Ao mesmo tempo, o ciclone tropical passou sobre a ilha bahamense de Bimini antes de se mover para o mar. À medida que avançava para nordeste, o furacão enfraqueceu gradualmente antes de passar para uma tempestade extratropical em 2 de outubro Os remanescentes extratropicais atravessaram a Terra Nova antes de se dissiparem mais tarde naquele dia.

O furacão causou destruição generalizada desde a destruição das Grandes Antilhas até o Canadá Atlântico. Na Jamaica, os fortes ventos da tempestade e as fortes chuvas destruíram cerca de 3 por cento da produção de banana da ilha e redes rodoviárias danificadas. Os danos no país insular totalizaram US $ 2,7 milhões e duas pessoas morreram. Em Cayman Brac, os fortes ventos danificaram a infraestrutura e as plantações, mas não houve fatalidades. A maior parte das mortes do ciclone ocorreu em Cuba, onde a tempestade atingiu o continente pela primeira vez. Os efeitos do furacão deixaram um 160 km (100 mi) ampla faixa de danos em todo o país. Uma grande tempestade destruiu cidades costeiras baixas, especialmente em Cienfuegos, onde várias casas foram destruídas e 17 pessoas morreram. Em todo o país, o furacão arrecadou US $ 12 milhões em danos e 35 mortos pessoas. Ao cruzar Cuba, procedimentos de evacuação generalizados ocorreram nas áreas do sul da Flórida, intensificados devido aos efeitos de um furacão desastroso que atingiu menos de um mês antes. No entanto, os danos foram apenas de gravidade moderada. Passando diretamente sobre Bimini nas Bahamas, uma grande tempestade destruiu quase metade da ilha; 14 pessoas foram mortas aqui. Mais ao norte, a tempestade teve pequenos impactos nas Bermudas e no Canadá Atlântico, embora uma pessoa tenha se afogado em Halifax, na Nova Escócia, devido ao mar agitado.

### Furacão Seis
Uma ampla área de baixa pressão organizada em uma depressão tropical no sudoeste do Caribe por volta das 12:00 UTC em 18 de outubro. Inicialmente movendo-se para o leste, a depressão se intensificou em uma tempestade tropical de aproximadamente 24 horas mais tarde. O ciclone então começou a fazer uma curva na direção norte-nordeste e se mover muito lentamente. Por volta das 13:00 UTC em 21 de outubro, o sistema atingiu a costa da Jamaica perto do Farol de Morant Point com ventos de 97 km/h (60 mph). A tempestade atingiu a intensidade do furacão no início de 22 de outubro e atingiu a costa perto de Santiago de Cuba mais tarde naquele dia com ventos de 137 km/h (85 mph). Embora a tempestade tenha se curvado para sudoeste e reentrado no Caribe, a interação terrestre com Cuba a enfraqueceu para uma tempestade tropical no início de 23 de outubro. A tempestade intensificou-se novamente para um furacão cerca de oito horas depois. Em 26 de outubro, atingiu a costa em Honduras perto de Cabo Gracias a Dios como uma furacão categoria 1. O ciclone manteve a intensidade após se mover para o interior antes de enfraquecer para uma tempestade tropical em 26 de outubro, eventualmente enfraquecendo para uma depressão tropical em 27 de outubro sobre o interior da América Central. O sistema se dissipou logo em seguida.

Inundações e deslizamentos de terra na Jamaica danificaram plantações, propriedades e infraestrutura; os produtores de frutas sozinhos sofreram cerca de US $ 2,5 milhões em perdas. Perto da costa, uma embarcação não identificada afundou com toda a sua tripulação nas condições hostis. Ventos fortes açoitaram as seções costeiras de Cuba, especialmente em Santiago de Cuba e nos arredores. Lá, o furacão destruiu 100 casas e ruas cheias de escombros. Um total de quatro pessoas morreram no país. No Haiti, a tempestade causou mais danos ao longo da Península de Tiburon, no sudoeste do Haiti, especialmente em Jacmel e Jérémie. A inundação catastrófica do rio deixou cerca de 2.000 pessoas mortas, arrasaram centenas de casas de nativos e destruíram plantações e gado. Trechos inteiros do campo ficaram isolados por dias, atrasando tanto o reconhecimento quanto os esforços de socorro. Posteriormente, o furacão provocou inundações devastadoras na América Central, principalmente em Honduras. Relatada na época como a pior enchente da história do país, o desastre dizimou plantações de banana e comunidades depois que rios chegaram a 50 ft (15 m) acima do normal. Torrentes de enchentes prenderam centenas de cidadãos em árvores, telhados e em terrenos elevados remotos, exigindo resgate de emergência. A tempestade deixou milhares de desabrigados e cerca de 150 mortos no país, enquanto os danos monetários totalizaram US $ 12 milhão. Inundações e ventos fortes também afetaram o nordeste da Nicarágua, embora os danos tenham sido muito menos generalizados.

### Furacão Sete
Uma tempestade tropical de origem extratropical formou-se cerca de 350 km (220 mi) leste das Bermudas por volta das 06:00 UTC em 30 de outubro. A tempestade intensificou-se de forma constante e moveu-se para oeste-noroeste, passando por cerca de 89 km (55 mi) ao norte das Bermudas no início de 31 de outubro. Depois de atingir a intensidade do furacão por volta das 12:00 UTC no dia seguinte, o ciclone fez uma curva na direção oeste-sudoeste. O sistema então mudou para sul-sudoeste no início de 3 de novembro, mais ou menos na época em que atingiu a categoria 2 força. Atingindo com ventos de 169 km/h (105 mph) e uma pressão mínima de 964 mbar (28.5 inHg) logo depois disso, a tempestade curvou-se para sudoeste mais tarde naquele dia, enquanto se aproximava das Bahamas. Logo depois da meia-noite UTC em 4 de novembro, o furacão atingiu North Abaco com a mesma intensidade. O ciclone continuou na direção oeste-sudoeste e atingiu o condado de Miami-Dade, Flórida, perto da atual Bal Harbour por volta das 18:00. UTC em 4 de novembro com ventos de 160 km/h (100 mph). A tempestade emergiu no Golfo do México no início do dia seguinte e enfraqueceu para uma tempestade tropical por volta das 00:00 UTC em 6 de novembro enquanto começa a fazer uma curva na direção oeste-noroeste. Depois disso, o sistema desacelerou e fez uma curva para oeste no final de 7 de novembro, momento em que enfraqueceu para uma depressão tropical. Por volta das 12:00 UTC em 8 de novembro, a tempestade mudou para um ciclone extratropical de cerca de 230 km (140 mi) oeste de São Petersburgo, Flórida, e se dissipou várias horas depois.

Enquanto a tempestade passou ao norte das Bermudas em 31 de outubro, uma estação meteorológica registou ventos sustentados de 35 mph (56 km/h). Ventos com força de furacão açoitaram as ilhas Abaco por aproximadamente 1-3 horas, enquanto Grand Bahama observou ventos sustentados de 60 mph (97 km/h). No primeiro caso, a tempestade afundou cinco navios esponjosos e causou 14 mortes. A tempestade é conhecida como furacão Yankee na Flórida devido à sua abordagem incomum em direção à Flórida pelo norte e sua chegada no final da temporada. Na Flórida, a tempestade e as marés anormalmente altas inundaram e erodiram partes de Miami Beach, incluindo cerca de 10 ft (3.0 m) da ponte que liga a cidade a Miami. No entanto, ocorreram poucos danos estruturais, exceto em edifícios com telhados defeituosos. Em Hialeah, considerada a cidade mais atingida na área de Miami, cerca de 230 casas sofreram destruição total, enquanto muitas outras sofreram danos. Entre os outros edifícios gravemente danificados ou destruídos na cidade incluíam duas igrejas, um edifício ocupado por duas empresas e um armazém. A tempestade desarraigou 75 por cento dos abacateiros e 80 por cento das árvores cítricas, enquanto as enchentes inundaram cerca de 95 por cento das batatas no condado de Miami-Dade. No condado de Broward, a cidade de Dania Beach parece ter sofrido os piores danos do condado, com aproximadamente 90 por cento dos edifícios danificados em algum grau lá. Em todo o condado, o furacão danificou pelo menos 40 casas além de reparos, enquanto mais de 350 casas sofreram pequenos danos que exigiram reparos. Um total de 5 mortes foram relatadas, juntamente com ferimentos em 115 pessoas. O furacão causou aproximadamente US $ 5,5 milhões em danos na Flórida, $ 4,5 milhões dos quais foram incorridos em propriedades.

### Tempestade tropical Oito
Com base em mapas meteorológicos históricos, um vale fraco desenvolveu-se em uma depressão tropical de cerca de 346 km (215 mi) nordeste das Bermudas por volta das 00:00 UTC em 3 de novembro. O ciclone inicialmente moveu-se para nordeste e atingiu a intensidade da tempestade tropical por volta das 18:00 UTC. Em 4 de novembro, o sistema atingiu sua intensidade de pico com ventos sustentados máximos de 72 km/h (45 mph) e uma pressão barométrica mínima de 1,001 mbar (29.6 inHg), sendo este último observado por um navio. A tempestade curvou-se para sudeste no final de 4 de novembro e, em seguida, para sudoeste cerca de 24 horas mais tarde. No final de 6 de novembro, o sistema girou para o oeste. No dia seguinte, quando o ciclone começou a girar na direção sul-sudoeste, uma estação meteorológica nas Bermudas observou ventos constantes de 40 mph (64 km/h). A tempestade enfraqueceu para uma depressão tropical no início de 9 de novembro e começou a executar um loop ciclônico. Por volta das 12:00 UTC em 10 de novembro, ela voltou a se intensificar em uma tempestade tropical. A tempestade completou seu ciclo ciclônico em 12 de novembro e retomou o movimento sul-sudoeste. Por volta das 06:00 UTC em 13 de novembro, o ciclone caiu abaixo da intensidade da tempestade tropical novamente e se dissipou no início de 14 de novembro enquanto localizado a cerca de 480 km (300 mi) ao sul-sudeste das Bermudas.

### Outros sistemas
Além dos oito sistemas de força de vendaval identificados no HURDAT, dois outros ciclones foram classificados como depressões tropicais. O primeiro deles se desenvolveu no norte do Golfo do México em 23 de agosto. Neste dia, um navio observou ventos sustentados de 56 km/h (35 mph) - a mais alta em relação ao sistema. A menor pressão observada de 1008 mbar (hPa; 29,77 inHg) foi gravado em 25 de agosto. Pesquisadores do National Hurricane Center (NHC) observaram que o sistema pode ter se tornado uma tempestade tropical fraca, mas a falta de evidências concretas impediu a classificação como tal. Permanecendo quase estacionária por quatro dias, a depressão finalmente mudou-se para nordeste em 27 de agosto e atingiu a costa do Panhandle da Flórida. O sistema enfraqueceu uma vez em terra e se dissipou na Geórgia em 29 de agosto A segunda depressão foi identificada perto das Ilhas de Cabo Verde em 2 de outubro. Um sistema quase estacionário, a depressão durou três dias antes de diminuir. Enviado em 2 de outubro relataram ventos sustentados de 56 km/h (35 mph) e uma pressão de 1006 mbar (hPa; 29,71 inHg). A depressão pode ter sido uma tempestade tropical, mas isso não pôde ser avaliado de forma conclusiva.

## Efeitos sazonais
Esta é uma tabela de todas as tempestades que se formaram durante os anos de 1935 Temporada de furacões no Atlântico. Inclui seus nomes, duração, força de pico, áreas afetadas, danos e totais de mortes. As mortes entre parênteses são adicionais e indiretas (um exemplo de morte indireta seria um acidente de trânsito), mas ainda estavam relacionadas a essa tempestade. Danos e mortes incluem totais enquanto a tempestade era extratropical, uma onda ou uma baixa, e todos os números de danos são em 1935 USD.

| Escala de Furacões de Saffir-Simpson |    |    |   |   |   |   |   |
| DT                                   | TS | TT | 1 | 2 | 3 | 4 | 5 |

| Um                    | 15 de maio–18               | Tempestade tropical | 95 (60)   | 1003  | Hispaniola                                                                                          | Menor         | Nenhum |  |
| Dois                  | 16 de agosto–25             | Furacão categoria 4 | 215 (130) | < 955 | Pequenas Antilhas, Bermuda, Províncias atlânticas do Canadá                                         | Desconhecido  | 50     |  |
| Depressão             | 23 de agosto–29             | Depressão tropical  | 55 (35)   | 1008  | Sudoeste dos Estados Unidos                                                                         | Nenhum        | Nenhum |  |
| "Dia do Trabalho"     | 29 de agosto – setembro 6   | Furacão categoria 5 | 295 (185) | 892   | Bahamas, Sudoeste dos Estados Unidos (particularmente as Flórida Keys), Noroeste dos Estados Unidos | $100 milhões  | 490    |  |
| Quatro                | 30 de agosto – setembro 2   | Tempestade tropical | 95 (60)   | 1001  | México                                                                                              | Menor         | Nenhum |  |
| Cinco                 | 23 de setembro – 2 outubro  | Furacão categoria 4 | 220 (140) | < 945 | Jamaica, Cuba, Flórida, Bahamas, Bermuda, Terra Nova                                                | $14.5 milhões | 52     |  |
| Depressão             | 2 de outubro–5              | Depressão tropical  | 55 (35)   | 1006  | Nenhum                                                                                              | Nenhum        | Nenhum |  |
| Seis                  | 18 de outubro–27            | Furacão categoria 1 | 140 (85)  | 988   | Jamaica, Cuba, Haiti, Honduras, Nicarágua                                                           | $16 milhões   | 2,150  |  |
| Sete                  | 30 de outubro – novembro 8  | Furacão categoria 2 | 165 (105) | 964   | Bahamas, Florida                                                                                    | $5.5 milhões  | 19     |  |
| Oito                  | 3 de novembro–14            | Tempestade tropical | 75 (45)   | 1001  | Bermuda                                                                                             | Nenhum        | Nenhum |  |
| Agregado da temporada |                             |                     |           |       | |               |        |  |
| 10 sistemas           | 15 de maio – 14 de novembro |                     | 295 (185) | 892   | | >$126 milhões | 2761   |  |